# Acantholipes australis
Acantholipes australis là một loài bướm đêm trong họ Erebidae.